# Kieżmarska Przełęcz
Kieżmarska Przełęcz, w części literatury tatrzańskiej Kiezmarska Przełęcz (słow. Kežmarská štrbina, niem. Kesmarker Scharte, węg. Késmárki-csorba) – wąska przełęcz położona na wysokości ok. 2463 m n.p.m. w słowackich Tatrach Wysokich, w długiej południowo-wschodniej grani Wyżniego Baraniego Zwornika, między Wschodnim Szczytem Wideł w Grani Wideł na zachodzie a Kieżmarskim Szczytem na wschodzie.
Na północny zachód do Doliny Dzikiej z Kieżmarskiej Przełęczy opada żleb. W jego pobliżu u dołu biegną Miedziane Ławki. Na południe z przełęczy spada natomiast długa płytowa rynna do Cmentarzyska – górnej części Doliny Łomnickiej.
Przełęcz jest dostępna jedynie dla taterników, dla których stanowi dostęp do Grani Wideł. Kieżmarska Przełęcz nie stanowi natomiast dogodnego połączenia Doliny Łomnickiej i Doliny Dzikiej. Najłatwiejsze drogi taternickie prowadzą na przełęcz z Doliny Dzikiej oraz graniami przez Kieżmarski Szczyt z Rakuskiej Przełęczy lub Huncowskiej Przełęczy.

## Historia
Pierwsze wejścia turystyczne:
- Walenty Gadowski i towarzysze, 1900 r. – letnie,
- Gerhard Haffner, Alfred Schmidt i przewodnik Matthias Nitsch, 20 kwietnia 1935 r. – zimowe[2].

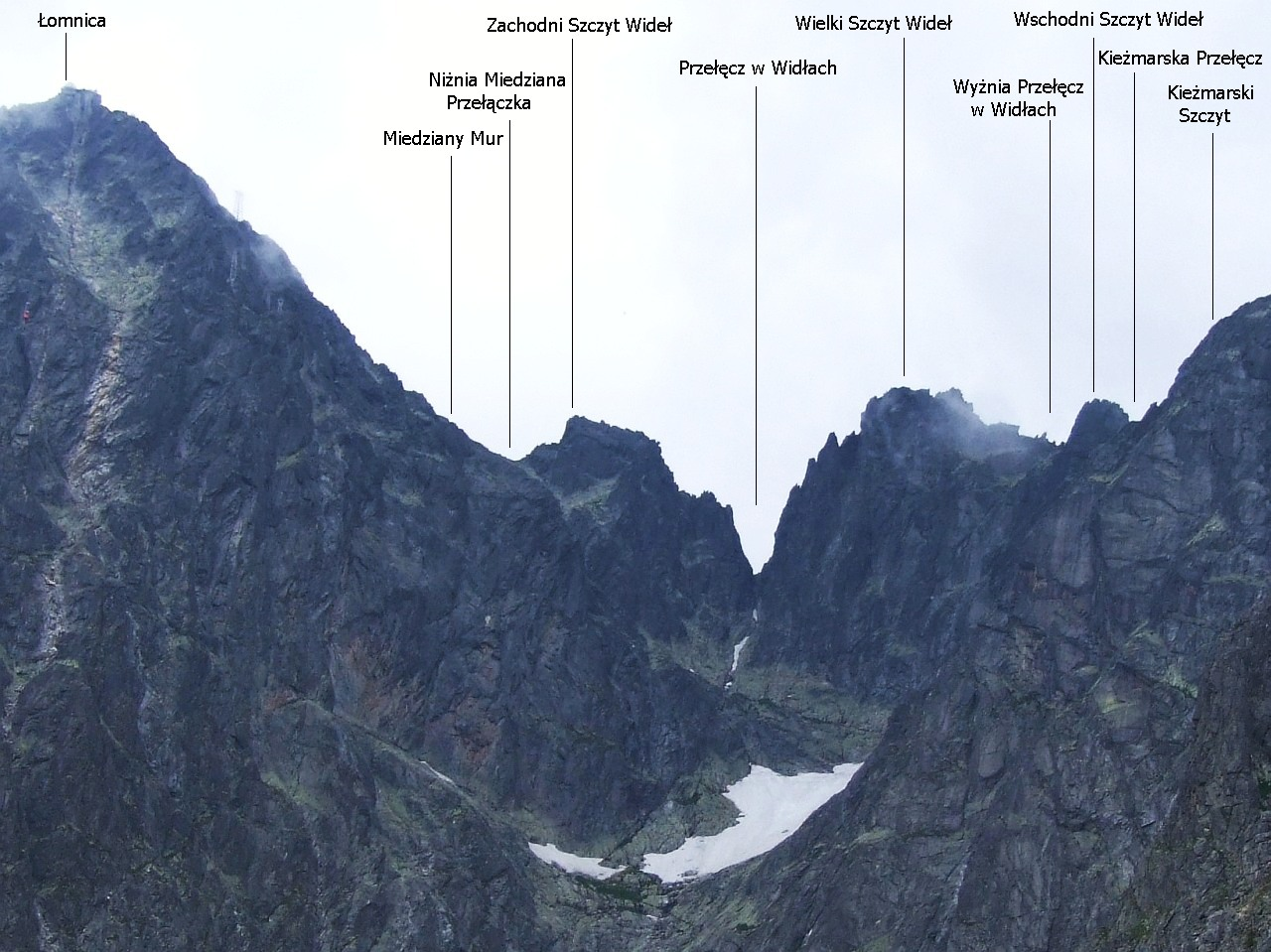
Kieżmarska Przełęcz wśród podpisanych obiektów